# Marina Picazo
Marina Picazo i Gurina (Barcelona, 1947) es una arqueóloga y profesora titular de Historia Antigua en la Universidad Pompeu Fabra de Barcelona.
Se licenció en la Universidad de Barcelona en 1971 con la especialidad en Historia Antigua. Tras varias estancias predoctorales en Alemania e Inglaterra leyó su tesis doctoral dirigida por Juan Maluquer de Motes en 1974. Entre 1969 y 1989 fue profesora de Historia Antigua de la Universidad de Barcelona, entre 1989 a 1994 de la Universidad Autónoma de Barcelona y desde 1994 de la Universidad Pompeu Fabra. El curso 1974-1975 fue profesora adjunta del Departamento de Prehistoria y Arqueología de la Universidad Autónoma de Madrid, junto con Encarna Sanahuja, de donde fueron expulsadas a consecuencia de las protestas derivadas de las huelgas de PNN (Personal No Numerario) de aquel curso.
Ha sido investigadora invitada en el Departamento de Arqueología de la Columbia University, Nueva York. Ha sido investigadora principal en el proyecto Human ecodynamics and land-use conflict in the Empordà region of north-east Spain, que formaba parte del programa Arquímedes de la DG XII de la UE; en el proyecto financiado por el Ministerio de Ciencia y Tecnología Dynamics of human occupation in the Empordà wetlands: an integrated perspective, y en el proyecto financiado también por el Ministerio de Ciencia y Tecnología titulado Estudio integrado del cambio socio-ambiental en la franja costera: paisajes históricos del litoral del Empordà y del Baix Llobregat. Además ha sido investigadora principal del proyecto Género y colonialismo: grupos domésticos, trabajo y prácticas de cuidado en ámbitos coloniales del Mediterráneo Occidental (Siglos VIII-IV a. C.), financiado por el Instituto de la Mujer.
Sus líneas de investigación prioritarias son: las mujeres en el mundo griego, la arqueología de las unidades domésticas, la historia de las democracias antiguas y el igualitarismo en el Mundo Antiguo. Ha publicado dos libros en relación con algunas de estas temáticas: Modelando la figura humana. Reflexiones en torno a las imágenes femeninas de la Antigüedad (en colaboración con Cristina Masvidal (2005) y Alguien se acordará de nosotras. Mujeres en la ciudad griega antigua (2008). También ha coeditado, junto con Paloma González Marcén, dos libros que recopilan las comunicaciones presentadas en dos congresos internacionales que tuvieron lugar en Barcelona sobre la arqueología de las actividades de mantenimiento: Dones i activitats de manteniment en temps de canvi (2005) y Interpreting household practices: reflections on the social and cultural roles of maintenance activities (2008).